# Candelario Obeso

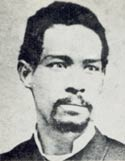
Candelario Obeso

Candelario Obeso (* 12. Januar 1849 in Mompós; † 3. Juli 1884 in Bogotá) war ein kolumbianischer Schriftsteller.

## Leben und Wirken
Obeso besuchte das Colegio Pinillos seiner Geburtsstadt. 1866 kam er mit einem Stipendium für das von General Tomás Cipriano de Mosquera gegründete Colegio Militar nach Bogotá. Von dort wechselte er zur ingenieurswissenschaftlichen Fakultät der Universidad Nacional und begann dort schließlich ein Studium der Rechts- und Politikwissenschaft, das er wegen finanzieller Probleme nicht abschloss.
Seit 1873 publizierte Obeso in verschiedenen literarischen Zeitschriften. Mitte 1877 erschien sein Gedichtband Cantos populares de mi tierra in Bogotá, versehen mit einem Vorwort von Venancio González Manrique. Es war das erste Werk eines schwarzen Schriftstellers, das in Kolumbien veröffentlicht wurde.
Daneben übersetzte Obeso Werke englischer, französischer und italienischer Schriftsteller wie Lord Byron, Alfred Tennyson, Henry Wadsworth Longfellow, William Shakespeare, Alfred de Musset und Victor Hugo ins Spanische.
Während des Bürgerkrieges von 1876 nahm er an der Schlacht von Garrapata teil und wurde in den Rang eines sargento mayor erhoben. 1881 war er kurze Zeit kolumbianischer Konsul in Tours; während der zweiten Präsidentschaft von Manuel Murillo Toro war er Vertreters des Landes in Panama.
Am 29. Juni 1884 verletzte sich Obeso schwer mit einem Bauchschuss – nach Angabe seines Freundes Juan de Dios Uribe in der Absicht, Selbstmord zu begehen. Am 3. Juli erlag er seiner Verletzung.

## Werke
- Lecturas para ti
- La familia de Pigmalión, Novelle
- Secundino, el zapatero, Komödie
- Cantos populares de mi tierra, Lyrik